# Monte Arci
Il Monte Arci è un massiccio isolato che si erge tra la piana del Campidano di Oristano e l'Alta Marmilla in Sardegna. Le sue vette sono tre torrioni basaltici di origine vulcanica: Sa Trebina Longa (812 m) e Sa Trebina Lada (795 m) in agro di Morgongiori e Su Corongiu de Sitzoha (463 m) in agro di Marrubiu. Queste tre vette rocciose formano una specie di treppiede da cui deriva il nome di Sa Trebina.
Il mantello del monte è formato da colate di lava basaltica mentre la sua ossatura è di trachite.

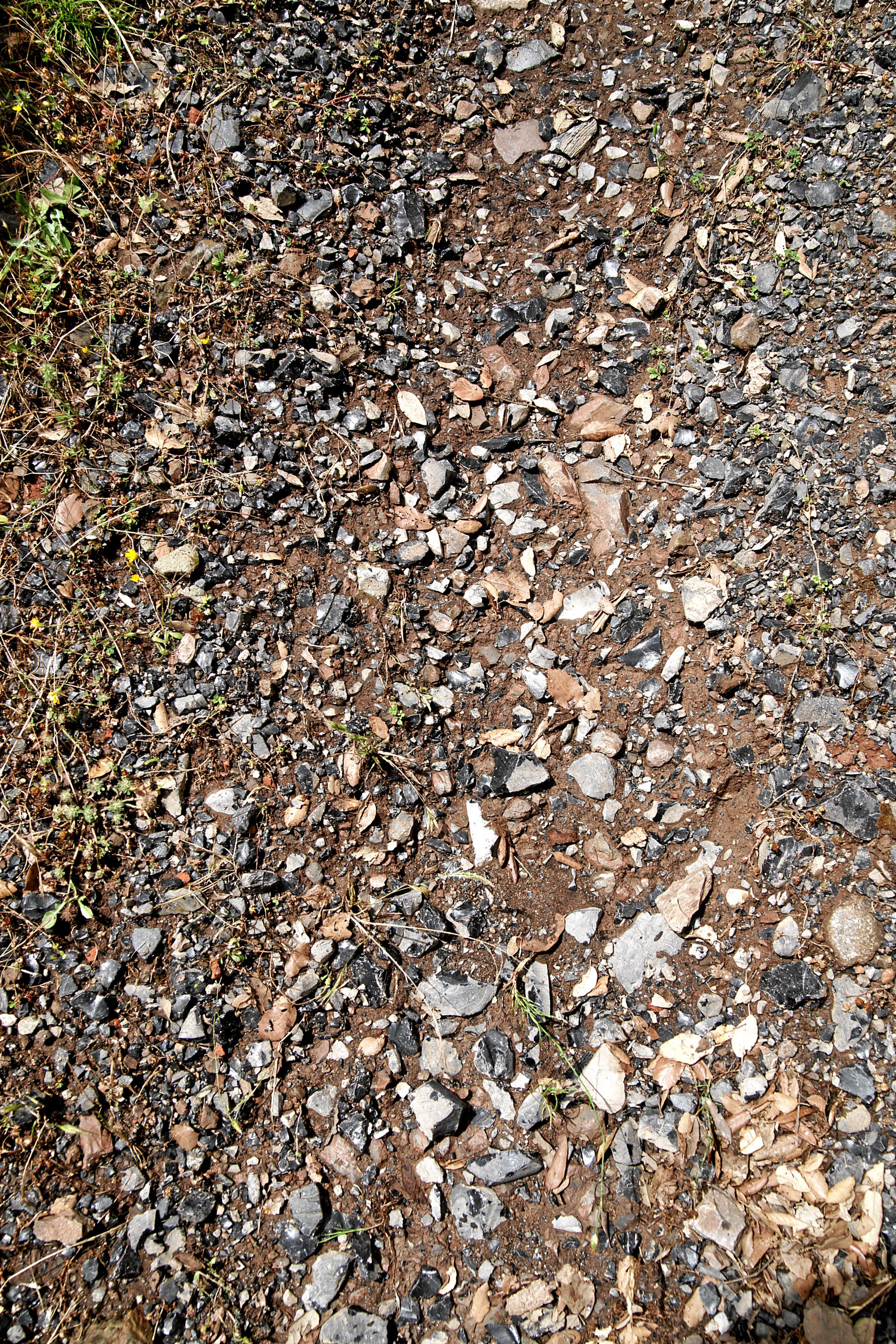
Monte Arci, ossidiana sul terreno

Il monte Arci è stato importantissimo nella storia della Sardegna e specificamente nella sua storia mineraria preistorica per via dell'ossidiana, molto abbondante nelle sue falde. L'ossidiana risultava più idonea della selce per fabbricare armi e utensili. Questo vetro vulcanico ha contribuito a far nascere e crescere i primi commerci oltremarini della Sardegna, che hanno portato contatti con popoli lontani, utili al formarsi di una notevole civiltà.
Nel paese di Pau si può visitare il Museo dell'ossidiana. Fornito in maniera esauriente, dotato di visita guidata, audioguidata o privo di guida. 
Inoltre nel monte Arci sono presenti cave di perlite.
È presente una centrale elettrica di energia eolica che non ha mai funzionato, attualmente smantellata in attesa della sostituzione delle torri e delle pale eoliche, con apparecchiature di ultima generazione.
È presente nei pressi della località un Parco naturale del Monte Arci (in sardo: Parcu naturale de su Monte Arci). 
I comuni che gravitano alla falde del monte Arci sono Ales,  Marrubiu, Masullas, Morgongiori, Palmas Arborea, Pau, Santa Giusta, Siris, Uras, Usellus, Villaurbana e Villa Verde.